# Estación Santuário Nossa Senhora de Fátima-Sumaré
La estación Santuário Nossa Senhora de Fátima - Sumaré es una de las estaciones de la Línea 2 - Verde del Metro de São Paulo.
Fue inaugurada el 21 de noviembre de 1998. Está ubicada en la Av. Dr. Arnaldo, 1470.

## Características

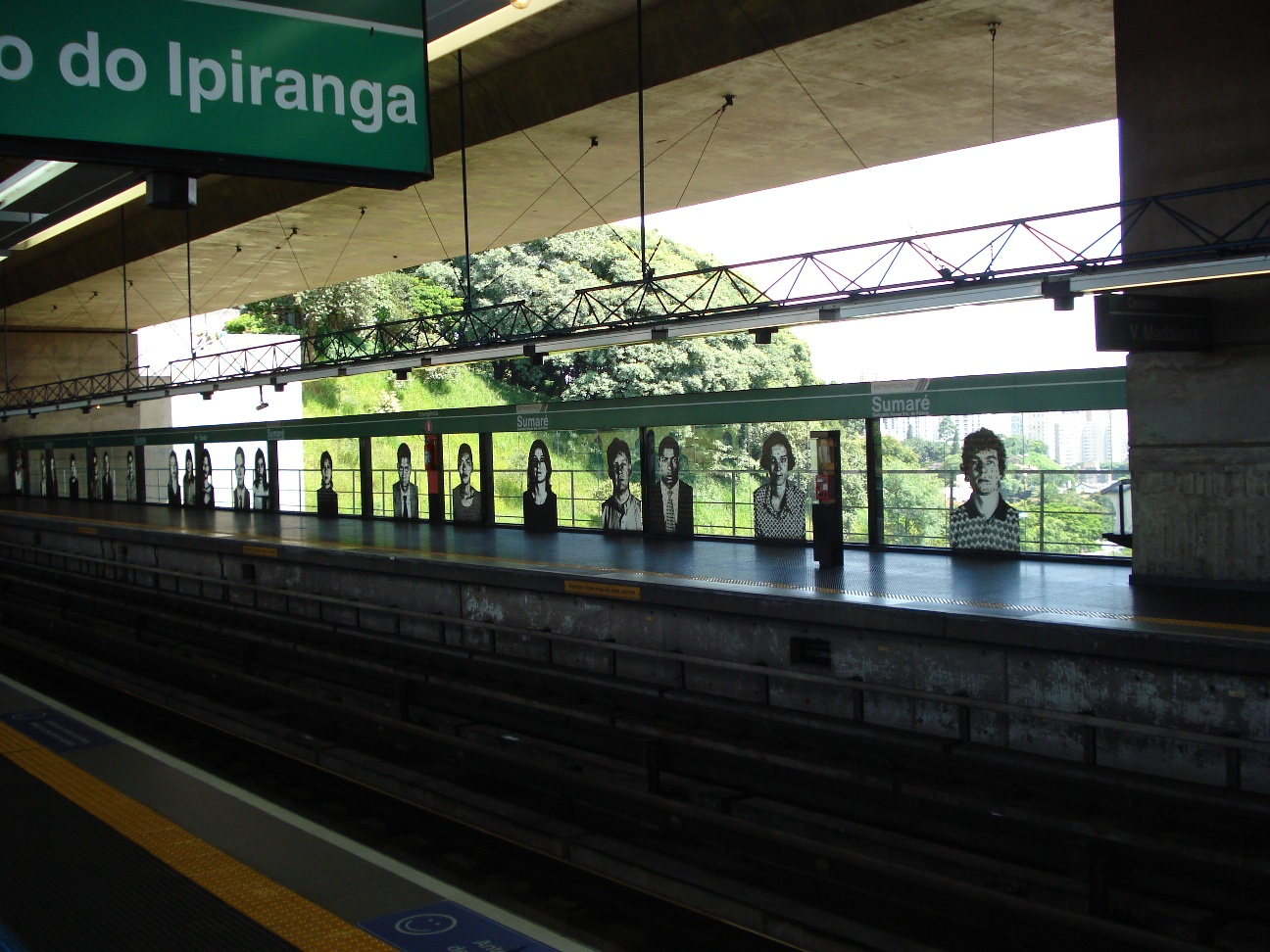
Plataformas de la estación.

Estación compuesta por entrepiso de distribución y plataformas laterales, situada debajo del viaducto de la Avenida Doutor Arnaldo sobre el valle de la Avenida Paulo VI, con estructuras en concreto aparente.
Posee acceso para discapacitados físicos a través de rampas.
Capacidad: 20.000 pasajeros/hora/pico
Área Construida: 5.330 m²

## Alrededores
- Centro de Cultura de Israel
- Facultad Sumaré
- Cementerio Santísimo Sacramento

## Obras de arte
Instalación en el entrepiso de la estación.
- Alexander Fleming, instalación/poema (1998), técnica: Serigrafía en vidrio, materiales: vidrio, aluminio, tinta vinílica (44 paineles midiendo 1,75 x 1,25 m cada uno)

## Tabla
| Sigla | Estación                                   | Inauguración            | Capacidad                  | Integración              | Plataformas | Posición                                                         | Comentarios                                   |
| ----- | ------------------------------------------ | ----------------------- | -------------------------- | ------------------------ | ----------- | ---------------------------------------------------------------- | --------------------------------------------- |
| SUM   | Santuário Nossa Senhora de Fátima - Sumaré | 21 de noviembre de 1998 | 20 mil pasajeros hora/pico | Bilhete Único de SPTrans | Laterales   | Elevada y situada sobre un valle con sus dos extremos enterrados | Estación con estructura de concreto aparente. |

## Cambio de nombre
Así como sucedió con la Estación Bresser, la estación Sumaré también cambió de nombre. En 2005, la estación fue rebautizada para Santuário Nossa Senhora de Fátima-Sumaré, dada la proximidad con esta iglesia.